# Hälsingaspen
Hälsingaspen är en sjö i Rättviks kommun i Dalarna och ingår i Dalälvens huvudavrinningsområde. Sjön har en area på 0,434 kvadratkilometer och ligger 243,9 meter över havet. Sjön avvattnas av vattendraget Oxnäsån.

## Delavrinningsområde
Hälsingaspen ingår i det delavrinningsområde (679472-148384) som SMHI kallar för Utloppet av Hälsingaspen. Medelhöjden är 245 meter över havet och ytan är 1,02 kvadratkilometer. Räknas de 8 avrinningsområdena uppströms in blir den ackumulerade arean 81,86 kvadratkilometer. Oxnäsån som avvattnar avrinningsområdet har biflödesordning 3, vilket innebär att vattnet flödar genom totalt 3 vattendrag innan det når havet efter 316 kilometer. Avrinningsområdet består mestadels av skog (19 procent) och sankmarker (38 procent). Avrinningsområdet har 0,44 kvadratkilometer vattenytor vilket ger det en sjöprocent på 42,7 procent.